# ГАЗ-ААА
ГАЗ-ААА — советский среднетоннажный грузовой автомобиль повышенной проходимости.
Представлял собой реализацию концепции создания «шестиколёсного» автомобиля повышенной проходимости за счёт увеличения числа ведущих мостов до двух, таким образом, колёсная формула автомобиля из 4 × 2 была превращена в 6 × 4.

## Предыстория трёхосных автомобилей
В 1920-х годах в мировой автомобильной промышленности стала популярной концепция трёхосных (по тогдашней терминологии шестиколёсных) автомобилей повышенной проходимости с колёсной формулой 6 × 4. В СССР внимание автомобилям повышенной проходимости (прежде всего для нужд РККА) уделялось самое пристальное, поэтому первоначально начались их закупки по импорту.
Например, для эксплуатации в Средней Азии закупались популярные французские средние грузопассажирские автомобили Renault MH, а для РККА — английские тяжёлые 7-тонные грузовики Moreland TX6. На базе последнего в 1931 году был даже создан тяжёлый бронеавтомобиль Д-9. В конце 1930 года в США была закуплена партия из 1000 трёхосных (6 × 4) грузовиков «Timken Company» Ford-Timken грузоподъёмностью 1,5—2,5 т, выпускавшихся на базе стандартного двухосного (4 × 2) Ford АА. В США эта модель большого признания не получила, но в СССР стала родоначальницей всех «трёхосок».
В 1931 году сборка трёхосных «Ford-Timken» из американских комплектов была развёрнута на Первом автосборочном заводе. На базе «Ford-Timken» уже в 1931 году были разработаны и в 1931—1934 годах выпускались серийно бронеавтомобили среднего класса Д-13, БАИ и БА-3, а также были созданы экспериментальные плавающие автожелезнодорожные бронеавтомобили БАД-1 и БАД-2.

## История создания и производства ГАЗ-ААА
В 1932 году на шасси Ford АА в НАТИ был разработан собственный оригинальный трёхосный вариант полуторки с червячными главными передачами мостов и демультипликатором. В дальнейшем конструкция ГАЗ-ААА доводилась в КБ спецмашин ГАЗа под руководством Виталия Андреевича Грачёва.
Серийный выпуск ГАЗ-ААА был освоен в 1936 году и продолжался до августа 1943 года, когда был свёрнут вследствие больших разрушений ГАЗа бомбардировочной авиацией люфтваффе. Последние машины из задела деталей собрали уже в 1944 году. Было выпущено 37 373 грузовика ГАЗ-ААА, в том числе 3331 бронеавтомобиль серии БА-6/БА-10 и 194 автобуса ГАЗ-05-193.

## Эксплуатация
В 1937 году ГАЗ-ААА использовался в процессе топосъёмки побережья Таймырского полуострова гидрографами полярной станции Челюскин, которые назвали в честь автомобиля безымянный мыс — Вездеход.
Во время Великой Отечественной войны автомобили ГАЗ-ААА использовались в основном как средства транспортировки артиллерийских орудий.

## Конструкция
Конструктивно ГАЗ-ААА представлял собой трёхосную модификацию двухосного грузовика ГАЗ-АА/ГАЗ-ММ, где задний ведущий мост заменялся двухосной тележкой с балансирной подвеской мостов на 4 продольных полуэллиптических рессорах, червячными главными передачами и 2-ступенчатым понижающим редуктором в трансмиссии. Связанное с этим увеличение числа колёс позволило уменьшить удельное давление от каждого из них на грунт, что позволило повысить проходимость автомобиля по просёлочным и лесным дорогам. Грузовик мог преодолевать подъём в 27°. В 1938 году грузовик прошёл модернизацию, получив более мощный (50 л. с.) мотор и ряд других усовершенствований, аналогичных базовой модели ГАЗ-ММ. С началом Великой Отечественной войны конструкция ГАЗ-ААА была существенно упрощена (по типу ГАЗ-ММ-В) в целях снижения трудоёмкости и стоимости производства, что практически не отразилось на ТТХ. Для повышения проходимости на ведущие колёса бронеавтомобилей и спецмашин на базе ГАЗ-ААА надевались быстросъёмные вездеходные цепи типа «Оверолл» (входили в штатное оснащение всех средних БА).

## Модификации, спецмашины и бронеавтомобили на базе ГАЗ-ААА
На шасси ГАЗ-ААА монтировались радиосистемы дальнего обнаружения РУС-2, радиостанции и мастерские разных типов, бензо- и маслозаправщики М3-38 и прочее. Кроме того, в 1941—1945 годах на шасси ГАЗ-ААА выпускался автобус ГАЗ-05-193, использовавшийся в качестве штабной или санитарной машины, а также гигиенической и бактериологической автолабораторий АЛ.
На заводе № 92 в Горьком на базе ГАЗ-ААА с установкой позади бронированной кабины артиллерийского орудия ЗИС-2 был создан прототип самоходного артиллерийского орудия ЗИС-31, который прошел испытания в июле-августе 1941 года, но в серийное производство САУ не была запущена.
Укороченное шасси грузовика ГАЗ-ААА использовалось для производства бронеавтомобилей среднего класса боевой массой 4,8—5,9 т: БА-6 (1936—1938) и БА-10 (1938—1941). Кроме того, на шасси ГАЗ-ААА устанавливалась система реактивного залпового огня БМ-8-48 «Катюша» и самоходная установка СУ-1-12 с 76-мм полковой пушкой.Так же на базе ГАЗ ААА был создан авиационный стартёр АС 2.

## Музейные экземпляры
- Музей истории ГАЗ (Нижний Новгород)[5].
- Музей отечественной военной истории (д. Падиково, ГО Истра, Московская область)[6].
- Музейный комплекс УГМК (Верхняя Пышма)[7].
- Музей автомотостарины (Владивосток)[1].